# Bhim Shamsher Jang Bahadur Rana
Bhim Shamsher Jang Bahadur Rana (भिम समसेर जङ्गबहादुर राणा - Bhima Samasera Jaṅgabahādura Rāṇā; 16 aprile 1865 – Katmandu, 1º settembre 1932) è stato un politico nepalese, Maharaja di Lambjang e Kaski, generale e Primo ministro del Nepal dal 1929 al 1932.
Apparteneva alla potente famiglia Rana, che ha tenuto le redini del governo nepalese dal 1846 al 1951.